# Keren Ann
Keren Ann (Caesarea, 1974. március 10. –) izraeli énekesnő, dalszerző, producer, hangmérnök. Felváltva Párizsban, Tel-Avivban, illetve New Yorkban él.

## Pályakép
Szülei énekesek: apja orosz zsidó, anyja pedig jávai-holland vegyes házasságból származik. Keren Ann alternatív popdalai sokféle hatást tartalmaznak, köztük Joni Mitchell, Serge Gainsbourg, Suzanne Vega és Tom Waits üzenete is bennük van.
Gyerekkorában Hollandiában élt. 11 éves korában Párizsba költöztek. Serge Gainsbourg, Leonard Cohen, Bob Dylan, Chet Baker imádatában nőtt fel.
Manapság főleg angolul énekel, többnyire többnyire egy szál gitár kíséretével. Dalai között van dzsessz, indiezene, popzene és sanzon is.

## Szóló albumok
- La Biographie de Luka Philipsen (2000)

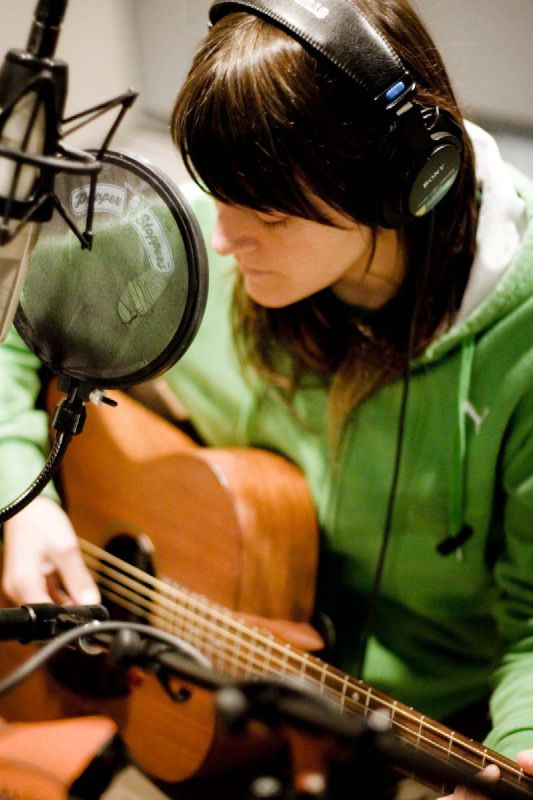

- La Disparition (2002)
- Not Going Anywhere (2003)
- Nolita (2004)
- Keren Ann (2007)
- 101 (2011)
- You're Gonna Get Love (2016)
- Bleue (2019)